# Seconde force impériale australienne
Second Australian Imperial force
La Seconde force impériale australienne (en anglais, Second Australian Imperial Force, abrégée en « 2nd AIF »), est le principal corps expéditionnaire australien pendant la Seconde Guerre mondiale.

## Histoire

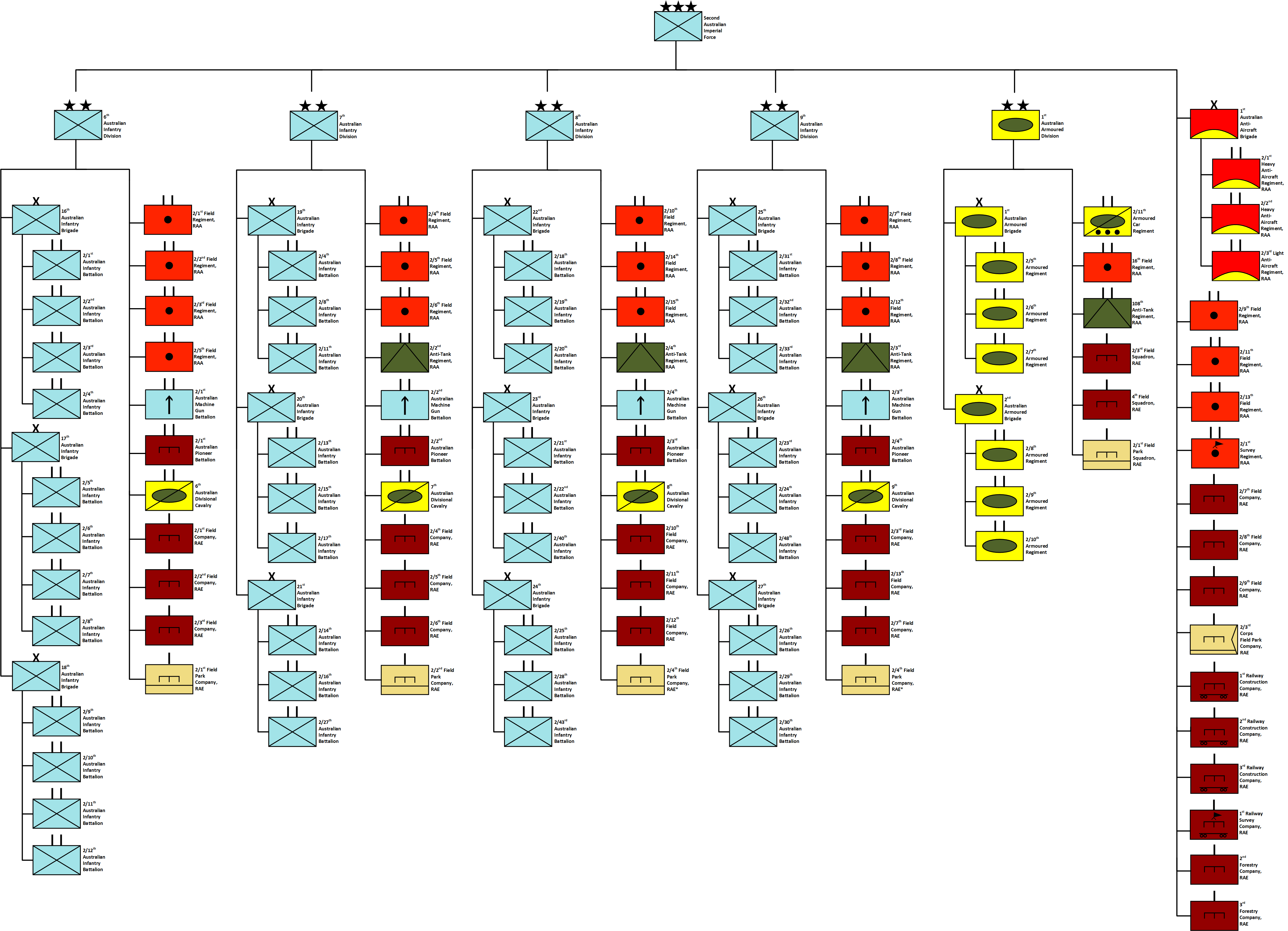
Organisation de la Seconde force impériale australienne au début de la Seconde Guerre mondiale.

### Articles
- (en) Peter Burness, « The Battle of Bardia », Australian War Memorial, Canberra, Australian Capital Territory, no 37,‎ 2007, p. 26–29 (ISSN 1328-2727).
- (en) Zach Lambert, « The Birth, Life and Death of the 1st Australian Armoured Division », Land Warfare Studies Centre, Canberra, Australian Capital Territory, vol. IX, no 1,‎ 2012, p. 89–103 (ISSN 1448-2843, lire en ligne).
- (en) Joseph Morgan, « A Burning Legacy: The Broken 8th Division », Military Historical Society of Australia, vol. LIV, no 3, September,‎ 2013, p. 4–14 (ISSN 0048-8933).

### Ouvrages
- (en) Janette Bomford, Soldiers of the Queen : Women in the Australian Army, South Melbourne, Victoria, Oxford University Press, 2001 (ISBN 978-0-19-551407-0).
- (en) Peter Dennis, Jeffrey Grey, Ewan Morris et Robin Prior, The Oxford Companion to Australian Military History, Melbourne, Oxford University Press, 1995, 692 p. (ISBN 0-19-553227-9).
- (en) David Dexter, The New Guinea Offensives, vol. Volume 6, Canberra, Australian War Memorial, 1961 (OCLC 2028994, lire en ligne).
- (en) Ken Glyde, Distinguishing Colour Patches of the Australian Military Forces 1915–1951 : A Reference Guide, Claremont, Tasmania, Ken Glyde, 1999.
- (en) R.N.L. Hopkins, Australian Armour : A History of the Royal Australian Armoured Corps 1927–1972, Canberra, Australian Government Publishing Service, 1978 (ISBN 0-642-99407-2).
- (en) Mark Johnston, The Silent 7th : An Illustrated History of the 7th Australian Division 1940–46, Crows Nest, New South Wales, Allen & Unwin, 2005, 272 p. (ISBN 1-74114-191-5, lire en ligne).
- (en) Mark Johnston, The Australian Army in World War II, Oxford, Osprey Publishing, 2007, 64 p. (ISBN 978-1-84603-123-6).
- (en) Ian Kuring, Redcoats to Cams : A History of Australian Infantry 1788–2001, Loftus, New South Wales, Australian Military History Publications, 2004, 571 p. (ISBN 1-876439-99-8).
- (en) Gavin Long, To Benghazi, vol. Volume 1, Canberra, Australian War Memorial, 1952 (OCLC 18400892, lire en ligne).
- (en) Gavin Long, Greece, Crete and Syria, vol. Volume 2, Canberra, Australian War Memorial, 1953 (OCLC 3134080, lire en ligne).
- (en) Barton Maughan, Tobruk and El Alamein, vol. Volume 3, Canberra, Australian War Memorial, 1966 (OCLC 954993, lire en ligne).
- (en) Dudley McCarthy, South-West Pacific Area – First Year, vol. Volume 5, Canberra, Australian War Memorial, 1959 (OCLC 3134247, lire en ligne).
- (en) John Robertson, Australia at War, 1939–1945, Melbourne, Victoria, Heinemann, 1981, 269 p. (ISBN 978-0-85561-046-3).
- (en) MAJ Graeme Sligo et Jeffrey Grey, The Second Fifty Years : The Australian Army 1947–1997, Canberra, School of History, University College, University of New South Wales, Australian Defence Force Academy, 1997.
- (en) Lionel Wigmore, The Japanese Thrust, vol. Volume 4, Canberra, Australian War Memorial, 1957 (OCLC 3134219, lire en ligne).